# Aladin (CDS)
Aladin este un atlas al cerului, instrument software de căutare a datelor pornind de la imagini și cataloage ale obiectelor astronomice disponibile în lumea întreagă. El permite accesul interactiv, vizualizarea și analiza cercetărilor științifice ale marilor agenții spațiale (NASA, ESA, JAXA...), ale centrelor de date și arhive (ESO, CADC, MAST, CDS ...). Software-ul este gratuit și actualizat periodic. Versiunea sa cea mai recentă, V10.0, datează din octombrie 2017.
Aladin este disponibil sub două forme:
- Aladin Lite (on line), este un "widget" HTML5 JavaScript.
- Aladin Desktop (of line), client executabil multiplatformă (Windows, Mac, Linux...)

Aladin este un serviciu dezvoltat și întreținut de Centre de données astronomiques de Strasbourg (CDS) și lansat sub GNU GPL, versiunea 3.